# Alfred Flatow

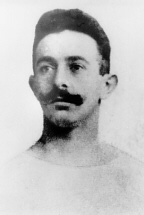
Alfred Flatow

Alfred Flatow (Danzig, 3 oktober 1869 - Theresienstadt, 28 december 1942) was een Duitse turner en Olympisch kampioen.
Op de eerste Olympische Zomerspelen 1896 in Athene was hij een van de tien leden van de Duitse turnploeg. Hij won de gouden medaille op de brug en werd tweede op de rekstok. Ook was hij succesvol met het Duitse team op deze onderdelen (waaraan ook zijn zes jaar jongere neef Gustav Flatow in deelde). Ook aan andere onderdelen van het turnen nam hij deel. Na de Spelen werd hij, net als een aantal van zijn collega's, uit de Duitse turnbond gestoten, omdat men het deelnemen aan wedstrijden 'onduits' vond.
In 1903 was Flatow een van de oprichters van de Jüdische Turnerschaft, de eerste joodse sportvereniging in Europa.
In de jaren 30 emigreerde hij naar Nederland op de vlucht voor de Nazi's en woonde enige tijd in Rotterdam en Driebergen. Hij kon echter, ondanks smeekbeden van sportvrienden, deportatie niet ontkomen en hij werd naar Theresienstadt afgevoerd, alwaar hij 1942 werd vermoord.
De neven Flatow werden in 1997 geëerd met een gedenkplaat op een naar hen vernoemde sporthal in het Berlijnse stadsdeel Kreuzberg.